# Adenostyles similiflorus
Adenostyles similiflorus là một loài thực vật có hoa trong họ Cúc. Loài này được (Kolak.) Konechn. mô tả khoa học đầu tiên năm 1982.